# 中大國民運動中心
中大國民運動中心為桃園市政府與國立中央大學合作打造的國民運動中心。興建工程由中央大學負責，將打造一座二層樓的建築，裡面包含重訓室、桌球室及SPA水療設備，於2019年9月10日動土，預計2020年9月完工啟用。未來規劃二期工程，增設TRX訓練室、擊技室、電競教室、壁球室、多功能教室和建置智能科技健康照護系統。